# Przylądek Llano
Przylądek Llano (ang. Llano Point) - przylądek na Wyspie Króla Jerzego, na zachodnim brzegu Zatoki Admiralicji, u północnych podnóży Wzgórz Ratowników. Zamyka od południa Zatokę Suszczewskiego. Został nazwany w 1977 roku na cześć amerykańskiego naukowca dra George'a Llano. Przylądek znajduje się na terenie Szczególnie Chronionego Obszaru Antarktyki "Zachodni brzeg Zatoki Admiralicji" (ASPA 128). 